# هایتی هایتس (میزوری)
هایتی هایتس (به انگلیسی: Hayti Heights) یک شهر در ایالات متحده آمریکا است که در شهرستان پمیسکات، میزوری واقع شده‌است. هایتی هایتس ۲٫۵۴ کیلومتر مربع مساحت و ۶۲۶ نفر جمعیت دارد و ۸۱ متر بالاتر از سطح دریا واقع شده‌است.